# Gasparia nelsonensis
Gasparia nelsonensis är en spindelart som beskrevs av Forster 1970. Gasparia nelsonensis ingår i släktet Gasparia och familjen Desidae. Inga underarter finns listade i Catalogue of Life.